# Алваро Сиза
Алваро Сиза (на португалски: Álvaro Siza Vieira) е португалски архитект. Носител на наградата „Прицкер“ (1992) и на Praemium Imperiale (1998).

## Биография и творчество
Роден е на 25 юни 1933 г. в градчето Матузинюш, недалеч от Порто. През 1955 г. завършва факултета по архитектура на Университета на Порто.
Първите му проекти са от 1954 г., а общо има реализирани над 140 проекта (вкл. и извън Португалия – в Нидерландия, Испания, Италия, Бразилия). Сред тях са жилищният квартал Малагера в Евора (1977–1995), факултетът по архитектура в Порто (1987–1993), жилищният район „Шиаду“ в Лисабон (от 1988 г.), Музеят за съвременно изкуство „Сералвес“ (1996-99) в Порто, търговски център в Марку ди Канавезеш (1990), новият корпус на музея на Амстердам, галерия „Серпентин“ в Лондон, Галисийският център за съвременно изкуство, факултетът по информатика в Сантяго де Компостела, метростанция в Неапол, португалският павилион на изложението ЕКСПО-98 в Лисабон. Световноизвестни стават проектите му за район Схилдерсвик в Хага, Нидерландия (1989–1993), жилищната сграда „Bonjour Tristesse“ в Берлин (1980–1984), седалището на компанията „Витра“ във Вайл на Рейн в Германия (1991–1994).
Създава и скулптури, графики и дизайн на мебели. Професор в Университета на Порто.
Член е на Международния попечителски комитет по създаването на музея „Домът на Мелников“ в Москва.
През 1992 година получава наградата „Прицкер“ за цялостно творчество.
Почетен доктор на Политехническия университет на Валенсия (1992), на Федералното висше политехническо училище в Лозана (1993), на Университета в Палермо (1995), на Университета в Куимбра (1997), на Политехниката в Милано (2013), на Университета на Гранада (2014). Почетен гражданин на Порто (2005).

## Важни проекти
- 2005 – Музей за съвременно изкуство „Дона Регина“ (Museo d’Arte Contemporanea Donna Regina) в Неапол
- 1988 – Университетска библиотека на Авейро
- 1984 – Жилищна сграда „Bonjour Tristesse“ в Берлин
- 1984 – Дом на Авелино Дуарте в Овар
- 1963 – Чайна на Боа Нова (Casa de Chá da Boa Nova)

- Чайна на Боа Нова (1963)
- Чайна на Боа Нова (1963), интериор
- Жилищна сграда „Bonjour Tristesse“ в Берлин (1984)
- Факултетът по архитектура в Порто (1993)
- Седалище на компанията „Витра“ във Вайл на Рейн (1994)
- Църквата „Санта Мария“ в Марко де Канавезес в Северна Португалия (1996)
- Португалският павилион на изложението ЕКСПО-98 в Лисабон (1998)
- Галерия „Серпентин“ в Лондон (2005)
- Общинска библиотека във Виана до Кастело (2008)
- „New Orleans Tower“ в Ротердам (2009)
- Седалище на фондация „Ибере Камарго“ в Порту Алегри, Бразилия (2010)
- Седалище на фондация „Ибере Камарго“ в Порту Алегри, Бразилия (2010), поглед отвътре навън
- Аула на Университета на Баската автономна област в Билбао
- Плувен комплекс „Piscinas de Marés“ в Леса да Палмейра